# Glöckchen (Paarhufer)

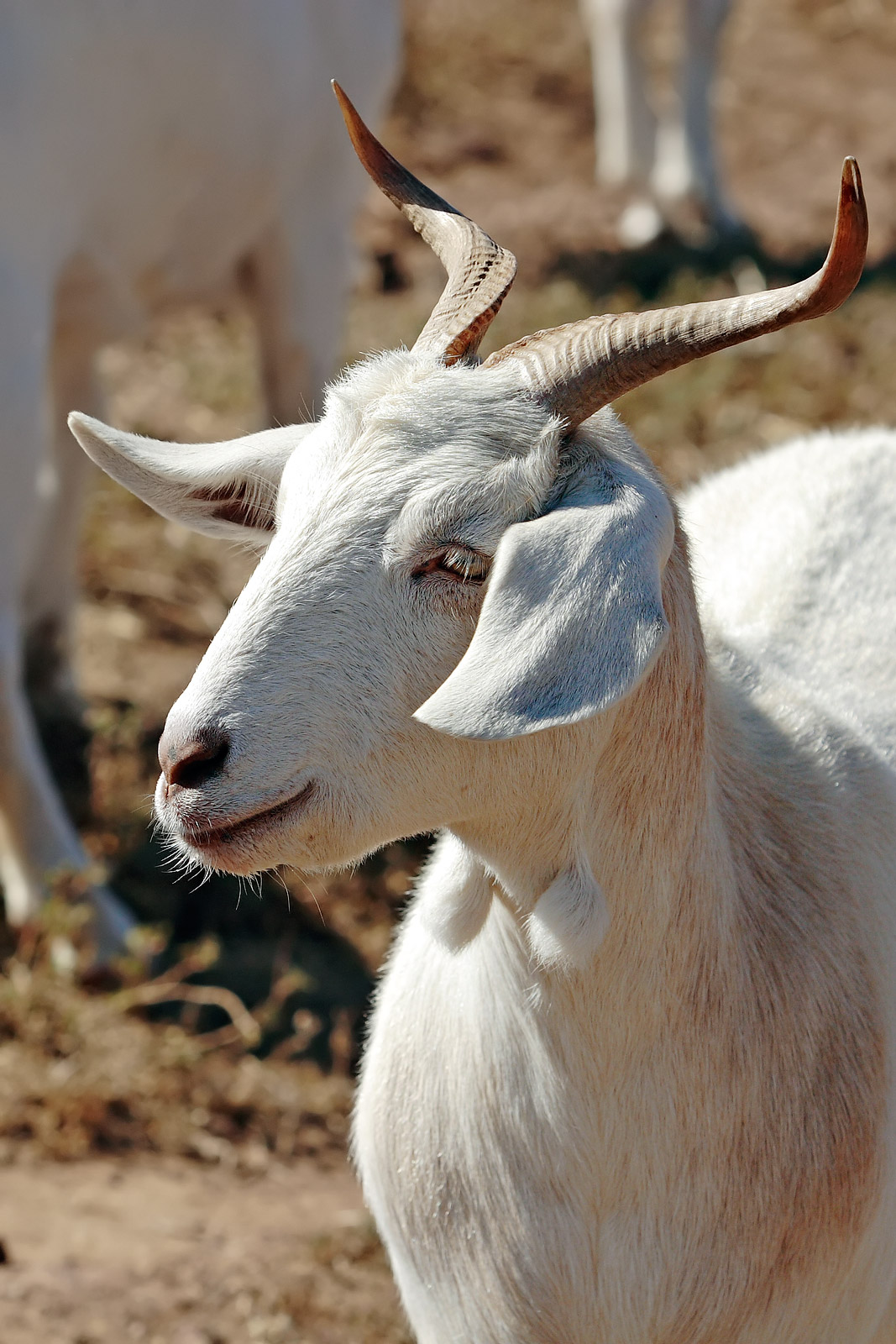
Hausziege mit Glöckchen

Als Glöckchen oder Berlocken (Appendices colli) bezeichnet man die bei manchen Ziegen paarweise am Hals, selten am Kopf vorkommenden fellbewachsenen Hautausstülpungen. Auch bei Schafen und Schweinen können Glöckchen vorkommen. Ihre Ausbildung ist nicht auf bestimmte Arten beschränkt. Das Glöckchen ist eine Aussackung der Haut, die im Inneren Bindegewebe, Knorpel, Muskulatur, Nerven und Blutgefäße enthält. Außer den normalen Hautdrüsen sind keine weiteren Drüsen ausgebildet. Eine biologische Funktion der Glöckchen ist nicht bekannt.